# Indiana Fever
Die Indiana Fever sind eine US-amerikanische Damen-Basketball-Mannschaft der Women’s National Basketball Association mit Sitz in Indianapolis im US-Bundesstaat Indiana. Die Fever sind das Schwesterteam der Indiana Pacers in der NBA.

## Geschichte

### Gründung und Start in der WNBA (2000 bis 2003)
Am 7. Juni 1999 gab die WNBA bekannt, dass eine neue Franchise in Indianapolis errichtet wird, die bereits in der Saison 2000 in der WNBA spielen soll. Bereits am 17. August 1999 ernannten die Fever Nell Fortner zur ersten Cheftrainerin und General Managerin in ihrer Franchise-Geschichte. Fortner gab jedoch bekannt, dass sie das US-amerikanische Basketballteam im Jahr 2000 trainieren wird, somit wurde am 20. Oktober 1999 Anne Donovan zur vorübergehenden Cheftrainerin der Fever für die Saison 2000 ernannt. Am 15. Dezember 1999 fand für die Fever, Storm, Fire und Sol ein Expansion Draft statt, wo jedes Team 6 Spielerinnen von den 12 WNBA Mannschaften nach einer zuvor ausgelosten Reihenfolge auswählen konnte. Am 17. Dezember 1999 verlautbarte das Franchise, dass sie ihr Team die Fever nennen werden. Das Teamlogo wurde ebenfalls präsentiert. Im WNBA Draft 2000, der am 25. April 2000 stattfand, entschieden sich die Fever für Jurgita Streimikyte (insgesamt 26. Pick), Usha Gilmore (insgesamt 42. Pick), Latina Davis (insgesamt 50. Pick) und Renee Robinson (insgesamt 58. Pick). Bereits kurz nach dem Draft transferierten die Fever Davis und Robinson zu den Houston Comets für Latavia Coleman. Am 28. Mai 2000 gaben die Fever ihren Kader für ihre erste Saison in der WNBA bekannt. Die Fever bestritten ihr erstes WNBA Saison Spiel am 1. Juni gegen die Miami Sol, dass die Fever mit 57-54 gewinnen konnten. Die Fever beendeten ihre erste WNBA Saison mit 9 Siegen und 23 Niederlagen, was den siebten und vorletzten Platz der Eastern Conference bedeutete.
Ab der Saison 2001 übernahm Fortner den Posten als Cheftrainerin von den Fever. Im WNBA Draft 2001 entschieden sich die Fever in der ersten Runde für Tamika Catchings, die jedoch aufgrund einer Verletzung an dieser Saison noch nicht teilnehmen konnte. Nachdem die Fever in ihrer zweiten Saison bereits 16 von 32 Spielen in der regulären Saison gewinnen konnten, schafften die Fever mit Catchings Unterstützung schließlich in der Saison 2002 den Sprung in die Playoffs. Jedoch scheiterten die Fever bereits in den Conference Semifinals an den New York Liberty. Catchings wurde nach Ende dieser Saison zum Rookie of the Year gewählt. Nachdem Fortner in der Saison 2003 die Playoffs knapp verpasst hatte, trat sie als Cheftrainerin und General Managerin der Fever zurück.

### Zurück in den Playoffs (2004 bis 2007)
Nachdem Fortner zurückgetreten war, übernahm Kelly Krauskopf ihren Posten als General Managerin und Brian Winters den als Cheftrainer. In der Saison 2004 verpassten die Fever den Einzug in die Playoffs klar. Doch bereits in der Saison 2005 gewannen die Fever unter Winters 21 von 34 Spielen. Damit qualifizierten sich die Fevers zum zweiten Mal in ihrer Geschichte für die Playoffs, wo sie in den Conference Semifinals mit 2:0 gegen die Liberty gewannen. Jedoch scheiterten sie in den Eastern Conference Finals klar an den Connecticut Sun. Vor dem Beginn der Saison 2006 holten die Fever All-Star Anna DeForge von den Phoenix Mercury nach Indiana. Kurz darauf unterzeichnete auch All-Star Tamika Whitmore bei den Fever. Mit dieser Verstärkung starteten die Fever dementsprechend gut in die Saison 2006. Am Ende gewannen die Fever wie bereits in der Saison zuvor 21 von 34 Spielen. In den Playoffs scheiterten die Fever bereits in den Conference Semifinals an den Detroit Shock. Catchings erhielt wie bereits in vorherigen Saison den WNBA Defensive Player of the Year Award. Des Weiteren wurde Catchings in das WNBA All-Decade Team gewählt. In der Saison 2007 gewannen die Fever 16 von ihren ersten 20 Spielen. Dies sicherte ihnen vorerst den ersten Platz in der Eastern Conference. Jedoch verletzte sich Catchings am 20. Juli am Fuß und verpasste dadurch die restlichen Spiele in der regulären Saison. Die Fever verloren ohne Catchings 9 der restlichen 14 Spiele. Dadurch beendeten die Fever die reguläre Saison in der Eastern Conference nur mehr auf dem 2. Platz. In den Playoffs gewannen sie in den Conference Semifinals knapp gegen die Connecticut Sun mit 2:1, wobei jedes Spiel in Overtime entschieden wurde. Jedoch scheiterten die Fever wie in der Saison zuvor an den Detroit Shock, dieses Mal in den Eastern Conference Finals mit 1:2.

### Abermalige Umstrukturierung (2008 bis 2016)
Am 26. Oktober 2007 verkündeten die Fever, dass sie den Vertrag von Brian Winters nicht verlängern werden. Am 12. Dezember 2007 übernahm Lin Dunn den Posten von Winters. Am 19. Februar 2008 kam es zu einem der größten Transfers in der Geschichte der WNBA. Die Fever transferierten Tamika Whitmore und ihren Erstrunden-Pick im WNBA Draft 2008 zu den Connecticut Sun für Katie Douglas. In der Saison 2008 reichten die Fever abermals die Playoffs, wo sie aber bereits zum dritten Mal in Folge an den Detroit Shock scheiterten. Nach dieser enttäuschenden Saison verlautbarten die Besitzer der Indiana Pacers, dass es finanziell nicht gut steht um die Fever. Eine Auflösung könnte nur eine sportlich und finanziell erfolgreiche Saison 2009 verhindern.
Die sportlichen Erfolge stellten sich 2009 ein. Die Fever konnten erstmals die beste Bilanz in der Eastern Conference erzielen und scheiterten nach erfolgreichen Playoffs erst in den WNBA-Finals an den Phoenix Mercury mit 1:3 Siegen. 2010 erhöhte sich der Zuschauerschnitt nach einigen Saisons erstmals wieder über den Liga-Durchschnitt. Die Saison endete aber trotz einer 21-13 Bilanz bereits in der ersten Playoff-Runde. In der Saison 2011 wurde zum zweiten Mal die beste Bilanz der Eastern Conference erzielt, aber die Postseason endet nach einer Niederlage in den Conference Finals gegen die Atlanta Dream vorzeitig. 2012 erzielte das Team zwar nur die zweitbeste Bilanz im Osten, war aber in den Playoffs erfolgreicher und konnten mit einem 3:1-Erfolg gegen die Minnesota Lynx erstmals den WNBA-Titel nach Indianapolis holen. 2013 und 2014 konnte trotz negativer Bilanzen in der regulären Saison die Playoffs erreicht werden und dort auch jeweils die erste Runde erfolgreich überstanden werden. 2015 konnte wieder WNBA-Finals erreicht werden. Dabei besiegte man auf dem Weg dorthin in beiden Playoff-Runden Teams, die aufgrund der erzielten Bilanzen im entscheidenden Spiel Heimvorteil hatten. Diesmal musste sich das Team in den Finals den Minnesota Lynx knapp in fünf Spielen geschlagen geben. Auch 2016 erreichte das Team trotz einer ausgeglichenen Bilanz wieder die Playoffs. Dort scheiterte das Team trotz Heimvorteil als fünftbestes der WNBA im neuen Playoff-System in der ersten Runde an dem Team der Phoenix Mercury, das in der regulären Saison eine schwächere Bilanz hatte.

### 2017–2023: Die Zeit nach Tamika Catchings
Nachdem die langjährige Stütze des Teams Tamika Catchings nach der Saison 2016 ihre Karriere beendet hatte, spielte das Team der Fever 2017 die bis dahin schlechteste Saison der Franchise-Geschichte und gewann nur 9 Spiele. Damit endete auch die Serie von 12 Playoff-Teilnahmen in Folge, welche die längste in der Liga-Geschichte ist. Im Jahr 2018 spielte das Team eine noch schwächere Saison und konnte nur 6 der 34 Spiele gewinnen. Dies ist eine der schwächsten Bilanzen für ein bestehendes Team. In der Saison 2019 spielten die Fever wieder etwas erfolgreicher. Als neuntbestes Team verpassten sie mit 13 Siegen nur knapp die Playoffs. Auch die folgenden Spielzeiten endeten nach schwachen Bilanzen vorzeitig. Vor allem die Spielzeiten 2021 und 2022 mit 6 bzw. nur 5 Siegen bedeuteten jeweils neue Negativ-Rekorde für das Team der Fever. Mit mittlerweile sechs Spielzeiten ohne Playoff-Qualifikation sind die Fever das Team der WNBA, das am längsten auf eine Playoff-Teilnahme wartet. All diese Punkte zeigen auch die Abhängigkeit des Teams von Tamika Catchings, die dem Franchise als Managerin weiter zur Verfügung stand.
Am 14. Februar 2022 trat Tamika Catchings als Vizepräsidentin für Basketball-Operationen und General Manager der Indiana Fever zurück.
Am 24. Februar 2022 wurde die ehemalige Fever-Trainerin Lin Dunn, die das Team 2012 zum WNBA-Titel führte, als Interims-General Managerin und Senior Advisor für die Basketball-Operationen der Fever vorgestellt.
Die Franchise hatte in den Jahren 2022 und 2023 generell Schwierigkeiten und erhielt nach beiden Spielzeiten den ersten WNBA-Draftpick. 2023 wählten die Fever Aliyah Boston aus South Carolina als Nummer eins; in der darauffolgenden Saison, inmitten der zunehmenden Popularität des College-Frauenbasketballs, wählten sie Caitlin Clark aus Iowa als erste Spielerin. Die Verpflichtung von Clark führte zu einem enormen Anstieg des Interesses an dem Team und der WNBA im Allgemeinen, wobei die Einschaltquoten des WNBA-Drafts 2024 (2,5 Millionen) die der tatsächlichen Spiele der vorangegangenen 25 Saisons in den Schatten stellten.

### 2024–heute: Die Caitlin Clark-Ära
Die Fever erlebten in ihrer ersten Saison mit Clark eine dramatische Wende. In der regulären Saison 2024 erreichten sie eine ausgeglichene Bilanz von 20:20 und erreichten erstmals seit 2016 die Playoffs. Clark erzielte durchschnittlich 19,2 Punkte, 5,7 Rebounds und 8,4 Assists pro Spiel und war damit die erste echte Rookie-Spielerin, die die WNBA in Assists anführte. Auch ihre Teamkolleginnen Kelsey Mitchell und Aliyah Boston zeigten starke Statistiken. Nicht zuletzt dank Clark zogen die Heimspiele der Fever im Jahr 2024 durchschnittlich über 17.000 Fans an und schlugen damit sogar ihr männliches Pendant, die Pacers, pro Spiel (obwohl die Pacers 20 Heimspiele mehr bestreiten). Die Fever waren auch auswärts sehr begehrt und heimsten praktisch alle Fernsehrekorde der WNBA ein. Sie erzielten Zahlen, die seit den Anfängen der Liga in den späten 1990er- und frühen 2000er-Jahren selten erreicht wurden. Die an sechster Stelle gesetzten Fever unterlagen schließlich den Connecticut Sun in einem Zwei-Spiele-Sweep in der ersten Runde.
Fever gab am 27. Oktober 2024 bekannt, dass sie sich von Cheftrainerin Christie Sides getrennt hatten, nachdem sie während Sides' Amtszeit eine Bilanz von 33-47 erreicht hatten. Am 1. November 2024 gab das Team bekannt, dass Stephanie White als Cheftrainerin zur Organisation zurückkehren würde.

## Spielstätte
| Saison | Zuschauer- schnitt | WNBA-Zu- schauerschnitt |
| ------ | ------------------ | ----------------------- |
| 2000   | 11.267             | 9.074                   |
| 2001   | 8.683              | 9.075                   |
| 2002   | 8.434              | 9.228                   |
| 2003   | 8.340              | 8.800                   |
| 2004   | 7.589              | 8.613                   |
| 2005   | 8.323              | 8.172                   |
| 2006   | 7.204              | 7.479                   |
| 2007   | 7.227              | 7.742                   |
| 2008   | 7.702              | 7.952                   |
| 2009   | 7.939              | 8.039                   |
| 2010   | 8.265              | 7.834                   |
| 2011   | 8.054              | 7.955                   |
| 2012   | 7.582              | 7.457                   |

| Saison | Zuschauer- schnitt | WNBA-Zu- schauerschnitt |
| ------ | ------------------ | ----------------------- |
| 2013   | 8.164              | 7.531                   |
| 2014   | 7.900              | 7.578                   |
| 2015   | 7.485              | 7.318                   |
| 2016   | 8.575              | 7.655                   |
| 2017   | 7.538              | 7.716                   |
| 2018   | 6.311              | 6.769                   |
| 2019   | 5.887              | 6.535                   |
| 2020   | Covid-19           | Covid-19                |
| 2021   | −                  | 2.620                   |
| 2022   | 1.776              | 5.646                   |
| 2023   | 4.067              | 6.615                   |
| 2024   | 17.036             | 9.807                   |

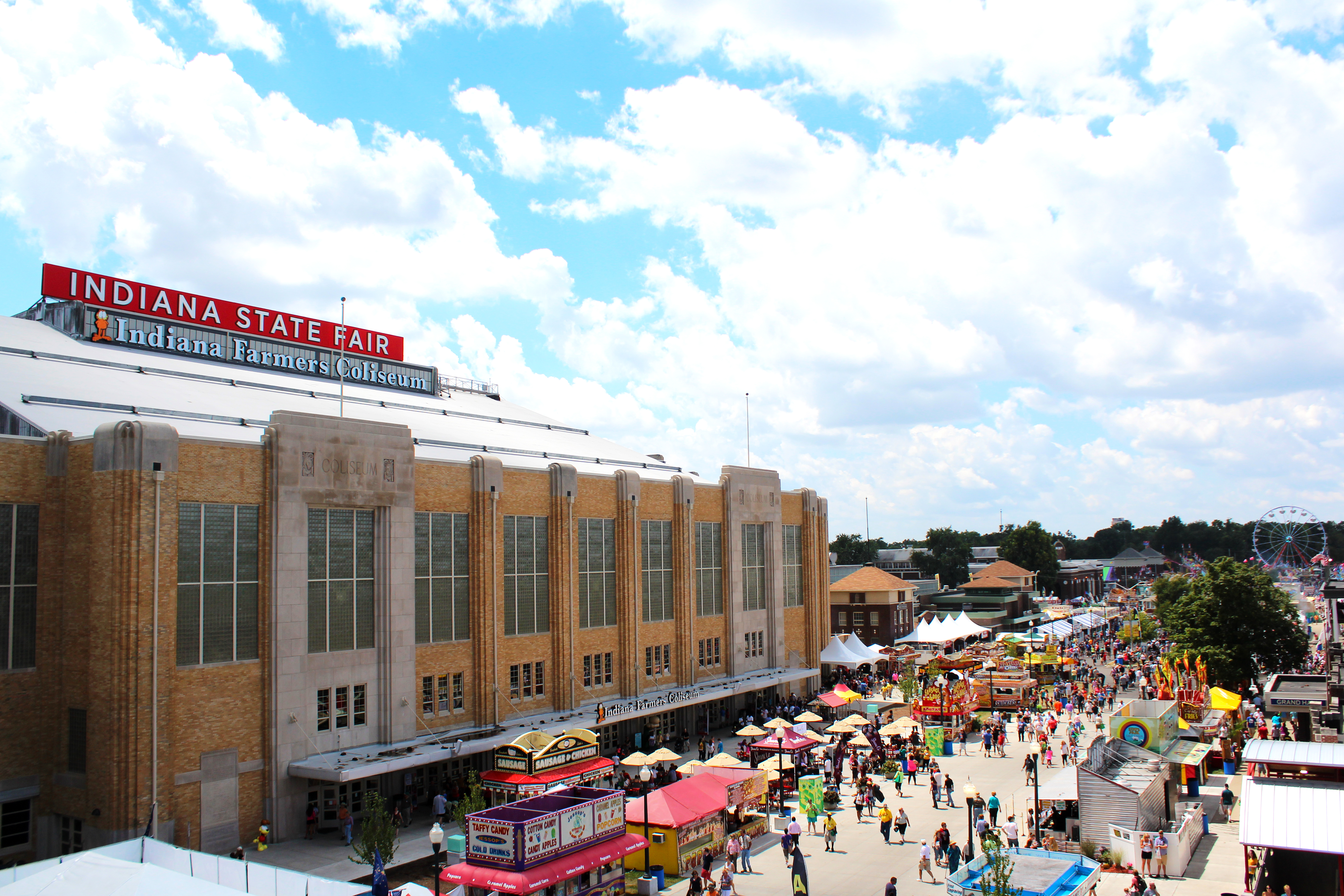
Das Indiana Farmers Coliseum

Die Indiana Fever tragen ihre Heimspiele seit ihrer Gründung im Gainbridge Fieldhouse aus. Die Halle ist nach einer Online-Plattform für Finanzprodukte und -dienstleistungen benannt und trug bis Ende 2011 den Namen Conseco Fieldhouse und cis 2021 den Namen Bankers Life Fieldhouse. Derzeit ist die Halle außerdem Heimat des NBA-Teams der Indiana Pacers. Aufgrund einer umfangreichen Renovierung des Gainbridge Fieldhouse trägt Fever die Mehrzahl seiner Spiele seit der Saison 2020 im Indiana Farmers Coliseum mit 6800 Plätzen aus.

### Zuschauerzahlen
Das Team startet mit einem sehr guten Zuschauerzuspruch, der sich aber in den folgenden Saisons langsam an den WNBA-Schnitt anglich. Nach einigen Saisons mit schwächeren Zuschauerzahlen konnte dank des zunehmenden sportlichen Erfolgs des Teams der Zuschauerschnitt in den letzten Saisons wieder über den Liga-Schnitt gesteigert werden. 2016 konnte nach einer deutlichen Steigerung sogar der drittbeste Zuschauerzuspruch in der Teamgeschichte erzielt werden. Mit dem Umbruch vor der Saison 2017 fiel der Zuspruch wieder unter den WNBA-Schnitt und sank in den sportlich schwachen Saisons 2018 und 2019 weiter.

## Erfolge und Ehrungen

### Sportliche Erfolge
Das Franchise startete sportlich schwach und konnte in den ersten fünf Saisons nur einmal die Playoffs erreichen. Von 2005 bis 2016 erreichten die Fever immer die Playoffs und haben damit mit 12 Playoff-Teilnahmen in Folge die längste Serie in der Geschichte der WNBA erzielt (Stand: nach der Saison 2018). In diesem Zeitraum konnten dreimal die WNBA-Finals erreicht werden und in 2012 der WNBA-Titel errungen werden. In den Jahren 2009 und 2011 erzielte das Team in der regulären Saison die beste Bilanz in der Eastern Conference.

### Individuelle Auszeichnungen
Die Spielerinnen des Teams konnten, auch aufgrund der regelmäßig guten Teamleistungen, viele individuelle Auszeichnungen gewinnen. Besonders zu erwähnen ist hierbei Tamika Catchings, die alleine elf der jährlich vergebenen Auszeichnungen erringen konnte.
Kim Perrot Sportsmanship Award: Mittlerweile wurden viermal Spielerinnen des Teams zur fairsten Spielerin der Liga ernannt. Tamika Catchings ist dabei die ersten die diese Auszeichnung dreimal erhalten hat.
- 2007 – Tully Bevilaqua
- 2010 – Tamika Catchings
- 2013 – Tamika Catchings
- 2016 – Tamika Catchings

Most Valuable Player Award: Mit Tamika Catchings konnte auch ein Mitglied des Teams die begehrteste Auszeichnung als beste Spielerin der WNBA gewinnen.
- 2011 – Tamika Catchings

 Finals MVP Award: Nachdem das Team 2012 die WNBA-Meisterschaft gewinnen konnte, ging wie üblich auch die Final-MVP-Ehrung an ein Mitglied des Teams.
- 2012 – Tamika Catchings

Most Improved Player Award: Die Auszeichnung der meistverbesserten Spielerin konnten bisher zwei Fever-Spielerinnen gewinnen.
- 2008 – Ebony Hoffman
- 2013 – Shavonte Zellous

Rookie of the Year Award: Nachdem die junge Tamika Catchings die gesamte Saison 2001 aufgrund einer Verletzung aussetzen musste, spielte sie 2002 eine beeindruckende Saison, wodurch sie zum besten Newcomer der Saison ernannt wurde. Aliyah Boston, der erste Draft-Pick im Jahr 2023, wurde in dieser Saison einstimmig zum Rookie des Jahres gewählt. In der nächsten Saison würde Caitlin Clark ebenfalls die Auszeichnung Rookie des Jahres erhalten, nachdem sie die erste Draft-Pick war.
- 2002 – Tamika Catchings
- 2023 – Aliyah Boston
- 2024 – Caitlin Clark

Defensive Player of the Year Award: Die Auszeichnung für die beste Verteidigungsspielerin der regulären Saison erhielt Tamika Catchings insgesamt fünfmal und ist damit Rekordgewinnerin dieser Auszeichnung. Auch keine der anderen WNBA-Auszeichnungen wurde so häufig an eine Spielerin vergeben.
- 2005 – Tamika Catchings
- 2006 – Tamika Catchings
- 2009 – Tamika Catchings
- 2010 – Tamika Catchings
- 2012 – Tamika Catchings

WNBA All-Decade Team: Anlässlich des zehnten Geburtstages der WNBA im Jahre 2006 wählten Fans, Medienvertreter, aktuelle Spielerinnen und Trainer die zehn Spielerinnen, die den stärksten Einfluss auf den Erfolg der WNBA hatten. Mit Tamika Catchings wurde auch eine Spielerin von den Fever ausgewählt.
- 2006 – Tamika Catchings

WNBA Top 20@20: Zum 20-jährigen Jubiläum der Liga wählte die WNBA erneut ein All-Time-Team, diesmal mit 20 Spielerinnen. Tamika Catchings, die 2006 für das All-Decade-Team ausgewählt worden war, wurde für das 20-Jahres-Team ausgewählt. Zwei weitere Spielerinnen, die nur in einer Saison bei den Fever gespielt haben, Yolanda Griffith und Cappie Pondexter, wurden ebenfalls ausgewählt.
- 2016 – Tamika Catchings, Yolanda Griffith, Cappie Pondexter

The W25: Die WNBA hat für ihr 25-jähriges Jubiläum im Jahr 2021 erneut ein All-Time-Team ausgewählt. Alle drei Fever-Spielerinnen, die Teil des 20-jährigen Teams waren, wurden für das 25-jährige Jubiläumsteam ausgewählt.
- 2021 – Tamika Catchings, Yolanda Griffith, Cappie Pondexter

### Saisonübersicht
Abkürzungen: Sp. = Spiele, S = Siege, N = Niederlagen
| Saison | Sp. | S   | N   | Siege in % | Platz                  | Play-offs |
| ------ | --- | --- | --- | ---------- | ---------------------- | --- |
| 2000   | 32  | 9   | 23  | 28,1       | 7., Eastern Conference | nicht qualifiziert |
| 2001   | 32  | 10  | 22  | 31,3       | 6., Eastern Conference | nicht qualifiziert |
| 2002   | 32  | 16  | 16  | 50,0       | 4., Eastern Conference | Niederlage in den Conference Semifinals, 1:2 (New York Liberty) |
| 2003   | 34  | 16  | 18  | 47,1       | 5., Eastern Conference | nicht qualifiziert |
| 2004   | 34  | 15  | 19  | 44,1       | 6., Eastern Conference | nicht qualifiziert |
| 2005   | 34  | 21  | 13  | 61,8       | 2., Eastern Conference | Sieg in den Conference Semifinals, 2:0 (New York Liberty) Niederlage in den Conference Finals, 0:2 (Connecticut Sun)                                                |
| 2006   | 34  | 21  | 13  | 61,8       | 3., Eastern Conference | Niederlage in den Conference Semifinals, 0:2 (Detroit Shock) |
| 2007   | 34  | 21  | 13  | 61,8       | 2., Eastern Conference | Sieg in den Conference Semifinals, 2:1 (Connecticut Sun) Niederlage in den Conference Finals, 1:2 (Detroit Shock)                                                   |
| 2008   | 34  | 17  | 17  | 50,0       | 4., Eastern Conference | Niederlage in den Conference Semifinals, 1:2 (Detroit Shock) |
| 2009   | 34  | 22  | 12  | 64,7       | 1., Eastern Conference | Sieg in den Conference Semifinals, 2:0 (Washington Mystics) Sieg in den Conference Finals, 2:1 (Detroit Shock) Niederlage in den WNBA Finals, 2:3 (Phoenix Mercury) |
| 2010   | 34  | 21  | 13  | 61,8       | 3., Eastern Conference | Niederlage in den Conference Semifinals, 1:2 (New York Liberty) |
| 2011   | 34  | 21  | 13  | 61,8       | 1., Eastern Conference | Sieg in den Conference Semifinals, 2:1 (New York Liberty) Niederlage in den Conference Finals, 1:2 (Atlanta Dream)                                                  |
| 2012   | 34  | 22  | 12  | 64,7       | 2., Eastern Conference | Sieg in den Conference Semifinals, 2:1 (Atlanta Dream) Sieg in den Conference Finals, 2:1 (Connecticut Sun) WNBA Meister, 3:1 (Minnesota Lynx)                      |
| 2013   | 34  | 16  | 18  | 47,1       | 4., Eastern Conference | Sieg in den Conference Semifinals, 2:0 (Chicago Sky) Niederlage in den Conference Finals, 0:2 (Atlanta Dream)                                                       |
| 2014   | 34  | 16  | 18  | 47,1       | 2., Eastern Conference | Sieg in den Conference Semifinals, 2:0 (Washington Mystics) Niederlage in den Conference Finals, 1:2 (Chicago Sky)                                                  |
| 2015   | 34  | 20  | 14  | 58,8       | 3., Eastern Conference | Sieg in den Conference Semifinals, 2:1 (Chicago Sky) Sieg in den Conference Finals, 2:1 (New York Liberty) Niederlage in den WNBA Finals, 2:3 (Minnesota Lynx)      |
| 2016   | 34  | 17  | 17  | 50,0       | 3., Eastern Conference | Niederlage in der 1. Runde, 0:1 (Phoenix Mercury) |
| 2017   | 34  | 9   | 25  | 26,5       | 6., Eastern Conference | nicht qualifiziert |
| 2018   | 34  | 6   | 28  | 17,6       | 6., Eastern Conference | nicht qualifiziert |
| 2019   | 34  | 13  | 21  | 38,2       | 4., Eastern Conference | nicht qualifiziert |
| 2020   | 22  | 9   | 13  | 40,9       | 5., Eastern Conference | nicht qualifiziert |
| 2021   | 32  | 6   | 26  | 18,8       | 6., Eastern Conference | nicht qualifiziert |
| 2022   | 36  | 5   | 31  | 13,9       | 6., Eastern Conference | nicht qualifiziert |
| 2023   | 40  | 13  | 27  | 32,5       | 6., Eastern Conference | nicht qualifiziert |
| 2024   | 40  | 20  | 20  | 50,0       | 3., Eastern Conference | Niederlage in der 1. Runde, 0:2 (Connecticut Sun) |
| Gesamt | 844 | 382 | 462 | 45,3       |                        | 14 Playoff-Teilnahmen in 25 Saisons 25 Serien: 12 Siege, 13 Niederlagen 70 Spiele: 35 Siege, 35 Niederlagen (50,0 %)                                                |

## Trainer
| Name             | Saison        | Reguläre Saison | Reguläre Saison | Reguläre Saison | Playoffs | Playoffs | Playoffs |
| ---------------- | ------------- | --------------- | --------------- | --------------- | -------- | -------- | -------- |
| Name             | Saison        | GC              | W               | L               | GC       | W        | L        |
| Anne Donovan     | 2000          | 32              | 9               | 23              | –        | –        | –        |
| Nell Fortner     | 2001 bis 2003 | 98              | 42              | 56              | 3        | 1        | 2        |
| Brian Winters    | 2004 bis 2007 | 136             | 78              | 58              | 12       | 5        | 7        |
| Lin Dunn         | 2008 bis 2014 | 238             | 135             | 103             | 41       | 23       | 18       |
| Stephanie White  | 2014 bis 2016 | 68              | 37              | 31              | 12       | 6        | 6        |
| Pokey Chatman    | 2017 bis 2019 | 102             | 28              | 74              | –        | –        | –        |
| Marianne Stanley | 2020 bis 2022 | 63              | 14              | 49              | –        | –        | –        |
| Carlos Knox      | 2022          | 27              | 3               | 24              | –        | –        | –        |
| Christie Sides   | 2023 bis 2024 | 80              | 33              | 47              | 2        | 0        | 2        |
| Stephanie White  | ab 2025       | –               | –               | –               | –        | –        | –        |

Am 17. August 1999 ernannten die Fever Nell Fortner zur ersten Cheftrainerin und General Managerin des Franchise. Da Fortner im Jahr 2000 das US-amerikanische Basketballteam trainierte, wurde Anne Donovan zum Interimstrainer für die Saison 2000 ernannt. Unter Donovan spielten die Fever eine gute erste Saison in der WNBA. In der Saison 2001 übernahm Fortner das Ruder des Franchise. Da die Fever unter der Führung von Fortner nur einmal die Playoffs erreichten, trat sie 2003 als Cheftrainerin und General-Managerin zurück. Daraufhin wurde Brian Winters zum ersten männlichen Cheftrainer des Franchise ernannt. Brian führte die Fever regelmäßig in die Playoffs, wo sie jedoch trotz eines hochwertigen Kaders nie über die Conference-Finals hinauskamen. Als die Fever in der Saison 2007 abermals nicht die Finals erreichten, wurde sein Vertrag nicht mehr verlängert. Am 19. Februar 2008 wurde Lin Dunn zur neuen Cheftrainerin des Franchise ernannt. Unter der Führung von Dunn zog das Franchise 2009 erstmals in die WNBA Finals ein, wo der Klub mit 2:3 in Spielen an den Phoenix Mercury scheiterte.

## Spielerinnen

### Kader der Saison 2024
Stand: 14. Mai 2024
| Nr. | Land                   | Name                | Position       | Geburtsdatum | Erfahrung in WNBA | College                           |
| --- | ---------------------- | ------------------- | -------------- | ------------ | ----------------- | --------------------------------- |
| 0   | Vereinigte Staaten     | Kelsey Mitchell     | Guard          | 12.11.1995   | 6 Saisons         | Ohio State University             |
| 1   | Vereinigte Staaten     | NaLyssa Smith       | Forward        | 08.08.2000   | 2 Saisons         | Baylor University                 |
| 3   | Australien             | Kristy Wallace      | Guard          | 03.01.1996   | 2 Saisons         | Baylor University                 |
| 5   | Vereinigte Staaten     | Victaria Saxton     | Forward        | 10.11.1999   | 1 Saison          | University of South Carolina      |
| 6   | Vereinigte Staaten     | Celeste Taylor      | Guard          | 20.06.2001   | Rookie            | Ohio State University             |
| 7   | Vereinigte Staaten     | Aliyah Boston       | Forward/Center | 11.12.2001   | 1 Saison          | University of South Carolina      |
| 10  | Vereinigte Staaten     | Lexie Hull          | Guard          | 13.09.1999   | 2 Saisons         | Stanford University               |
| 14  | Vereinigtes Konigreich | Temi Fagbenle       | Center         | 08.09.1992   | 3 Saisons         | University of Southern California |
| 17  | Vereinigte Staaten     | Erica Wheeler       | Guard          | 02.05.1991   | 8 Saisons         | Rutgers University                |
| 22  | Vereinigte Staaten     | Caitlin Clark       | Guard          | 22.01.2002   | Rookie            | University of Iowa                |
| 33  | Vereinigte Staaten     | Katie Lou Samuelson | Forward        | 13.06.1997   | 4 Saisons         | University of Connecticut         |
| 34  | Vereinigte Staaten     | Grace Berger        | Guard          | 03.06.1999   | 1 Saison          | Indiana University Bloomington    |

### WNBA-Meistermannschaft
(Teilnahme an mindestens einem Playoff-Spiel)
| WNBA Meister 2012 | Guards: Briann January, Erin Phillips, Jeanette Pohlen, Shavonte Zellous Guard-Forwards: Karima Christmas, Katie Douglas Forwards: Tamika Catchings (Finals MVP), Erlana Larkins Center: Jessica Davenport, Sasha Goodlett, Tammy Sutton-Brown Cheftrainer: Lin Dunn General Manager: Kelly Krauskopf |

### Erstrunden-Wahlrechte beim WNBA Draft
| Name                | Jahr | Draft-Position |
| ------------------- | ---- | -------------- |
| Tamika Catchings    | 2001 | 3.             |
| Kelly Schumacher    | 2001 | 14.            |
| Tawana McDonald     | 2002 | 13.            |
| Gwen Jackson        | 2003 | 6.             |
| Ebony Hoffman       | 2004 | 9.             |
| Tan White           | 2005 | 2.             |
| La'Tangela Atkinson | 2006 | 9.             |
| Alison Bales        | 2007 | 9.             |
| Briann January      | 2009 | 6.             |
| Jene Morris         | 2010 | 11.            |
| Jeanette Pohlen     | 2011 | 9.             |
| Sasha Goodlett      | 2012 | 11.            |
| Layshia Clarendon   | 2013 | 9.             |
| Natasha Howard      | 2014 | 5.             |
| Natalie Achonwa     | 2014 | 9.             |

| Name             | Jahr | Draft-Position |
| ---------------- | ---- | -------------- |
| Tiffany Mitchell | 2016 | 9.             |
| Kelsey Mitchell  | 2018 | 2.             |
| Victoria Vivians | 2018 | 8.             |
| Teaira McCowan   | 2019 | 3.             |
| Lauren Cox       | 2020 | 3.             |
| Kysre Gondrezick | 2021 | 4.             |
| NaLyssa Smith    | 2022 | 2.             |
| Emily Engstler   | 2022 | 4.             |
| Lexie Hull       | 2022 | 6.             |
| Queen Egbo       | 2022 | 10.            |
| Aliyah Boston    | 2023 | 1.             |
| Grace Berger     | 2023 | 7.             |
| Caitlin Clark    | 2024 | 1.             |

In den bisher 25 Spielzeiten seit 2000 hatten das Team der Fever 28 Draftrechte in der ersten Runde des WNBA Drafts. Das Franchise hatte dabei vierzehnmal einen Draft-Pick in der ersten Runde. Viermal hatte das Franchise aufgrund von Trades keinen Draft-Pick in der ersten Runde (2000, 2008, 2015 und 2017). Auch aufgrund von Trades hatte das Franchise viermal zwei Erstrunden-Picks (2001, 2014, 2018, 2023) sowie vier Erstrunden-Picks im Jahr 2022. Bemerkenswert dabei ist, dass das Team bei 16 Picks siebenmal als 9. Teams auswählen konnte.
Die Fever hatte zweimal den ersten Draft Pick und wählte Aliyah Boston im Jahr 2023 und Caitlin Clark im Jahr 2024 aus. Vor 2023 hatte die Fever dreimal den zweiten Draft Pick, in den Jahren 2005, 2018 und 2022. Im Jahr 2005, die Fever entschieden sich für Tan White, die sich zwar im Laufe der Zeit steigern konnte, jedoch trotzdem nie wirklich den Durchbruch schaffte. Nach der Saison 2008 wechselte White zu den Connecticut Sun. Im Jahr 2018, die Fever entschieden sich für Kelsey Mitchell, der im Jahr 2020 im Team bleibt. NaLyssa Smith wurde 2022 mit dem zweiten Pick ausgewählt.
Die langjährige Führungsspielerin des Franchise Tamika Catchings wurde an der dritten Stelle beim WNBA Draft 2001 ausgewählt. Catchings ist auch die erste Spielerin überhaupt die vom Team in der ersten Runde des WNBA Drafts ausgewählt wurde. Zudem ist die US-Amerikanerin die erste Spielerin der Fever, die in ihrer ersten Saison den Rookie of the Year Award gewann. Dies gelang auch Aliyah Boston im Jahr 2023 und Caitlyn Clark 2024.
In der Saison 2017 standen mit Briann January, Natalie Achonwa und Tiffany Mitchell noch drei von den Fever im Draft ausgewählten Spielerinnen im Kader des Klubs.